# Flangebouche
Flangebouche és un municipi francès situat al departament del Doubs i a la regió de Borgonya - Franc Comtat. L'any 2007 tenia 629 habitants.

## Demografia

### Població
El 2007 la població de fet de Flangebouche era de 629 persones. Hi havia 214 famílies de les quals 56 eren unipersonals (30 homes vivint sols i 26 dones vivint soles), 56 parelles sense fills, 94 parelles amb fills i 8 famílies monoparentals amb fills.
La població ha evolucionat segons el següent gràfic:
Habitants censats

### Habitatges
El 2007 hi havia 261 habitatges, 220 eren l'habitatge principal de la família, 16 eren segones residències i 25 estaven desocupats. 199 eren cases i 61 eren apartaments. Dels 220 habitatges principals, 150 estaven ocupats pels seus propietaris, 65 estaven llogats i ocupats pels llogaters i 5 estaven cedits a títol gratuït; 11 tenien dues cambres, 30 en tenien tres, 59 en tenien quatre i 119 en tenien cinc o més. 195 habitatges disposaven pel capbaix d'una plaça de pàrquing. A 90 habitatges hi havia un automòbil i a 105 n'hi havia dos o més.

### Piràmide de població
La piràmide de població per edats i sexe el 2009 era:
| Homes | Edats   | Dones |
| ----- | ------- | ----- |
| 0     | 95 o +  | 4     |
| 4     | 90 a 94 | 4     |
| 0     | 85 a 89 | 12    |
| 4     | 80 a 84 | 12    |
| 8     | 75 a 79 | 12    |
| 32    | 70 a 74 | 12    |
| 8     | 65 a 69 | 24    |
| 28    | 60 a 64 | 4     |
| 16    | 55 a 59 | 24    |
| 12    | 50 a 54 | 16    |
| 16    | 45 a 49 | 20    |
| 8     | 40 a 44 | 8     |
| 20    | 35 a 39 | 12    |
| 20    | 30 a 34 | 24    |
| 16    | 25 a 29 | 4     |
| 8     | 20 a 24 | 20    |
| 20    | 15 a 19 | 20    |
| 8     | 10 a 14 | 24    |
| 20    | 5 a 9   | 12    |
| 12    | 0 a 4   | 4     |

## Economia
El 2007 la població en edat de treballar era de 357 persones, 284 eren actives i 73 eren inactives. De les 284 persones actives 264 estaven ocupades (155 homes i 109 dones) i 20 estaven aturades (6 homes i 14 dones). De les 73 persones inactives 26 estaven jubilades, 23 estaven estudiant i 24 estaven classificades com a «altres inactius».

### Ingressos
El 2009 a Flangebouche hi havia 225 unitats fiscals que integraven 585,5 persones, la mediana anual d'ingressos fiscals per persona era de 18.536 €.

### Activitats econòmiques
Dels 25 establiments que hi havia el 2007, 2 eren d'empreses alimentàries, 1 d'una empresa de fabricació de material elèctric, 4 d'empreses de fabricació d'altres productes industrials, 4 d'empreses de construcció, 5 d'empreses de comerç i reparació d'automòbils, 1 d'una empresa d'informació i comunicació, 1 d'una empresa financera, 1 d'una empresa immobiliària, 1 d'una empresa de serveis, 4 d'entitats de l'administració pública i 1 d'una empresa classificada com a «altres activitats de serveis».
Dels 6 establiments de servei als particulars que hi havia el 2009, 1 era una funerària, 1 taller de reparació d'automòbils i de material agrícola, 1 paleta, 1 guixaire pintor, 1 fusteria i 1 saló de bellesa.
L'any 2000 a Flangebouche hi havia 19 explotacions agrícoles que ocupaven un total de 1.328 hectàrees.

## Equipaments sanitaris i escolars
El 2009 hi havia una escola elemental integrada dins d'un grup escolar amb les comunes properes formant una escola dispersa.

## Poblacions més properes
El següent diagrama mostra les poblacions més properes.